# Campylopterus largipennis
Campylopterus largipennis là một loài chim trong họ Trochilidae.

## Hình ảnh

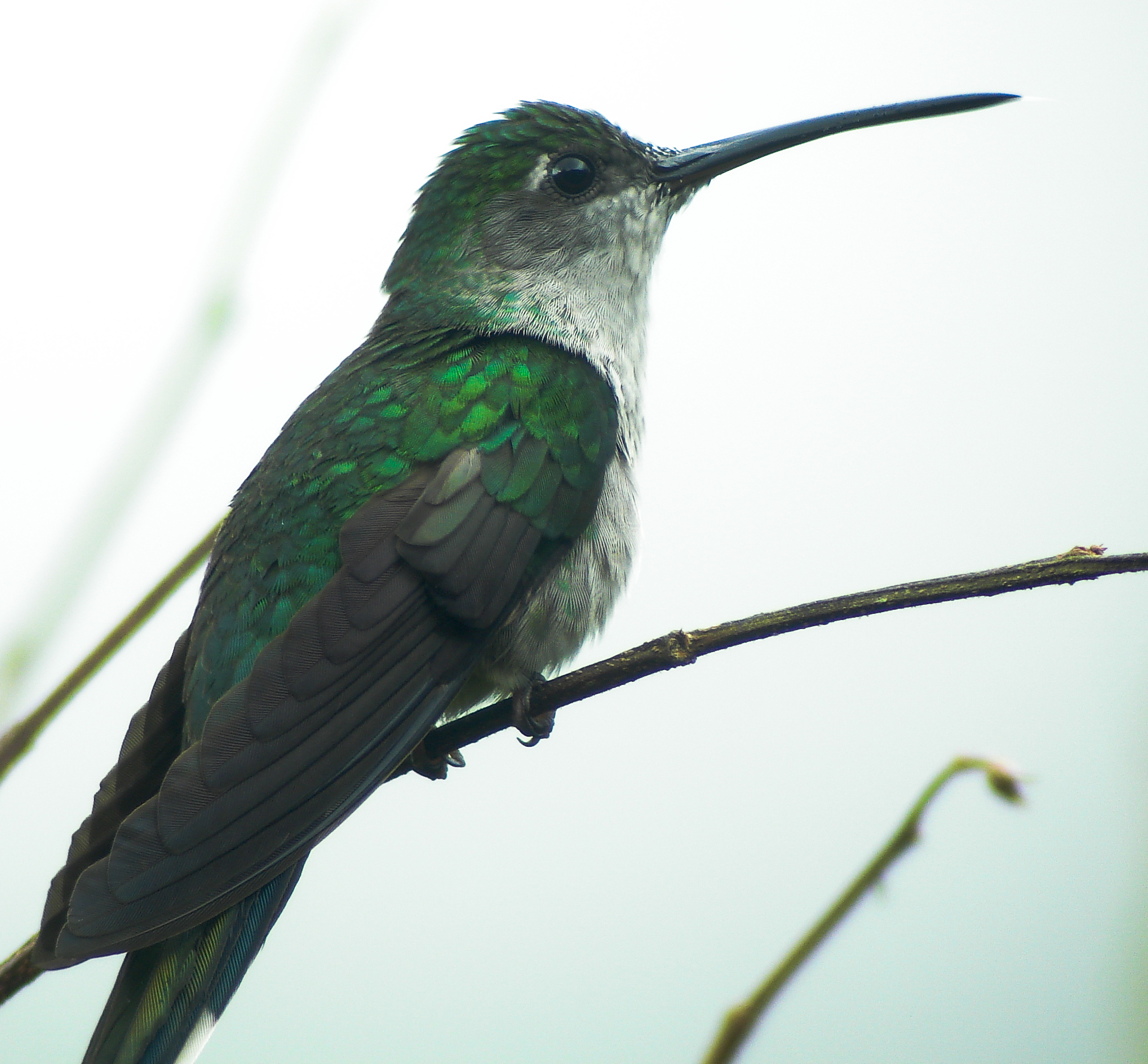
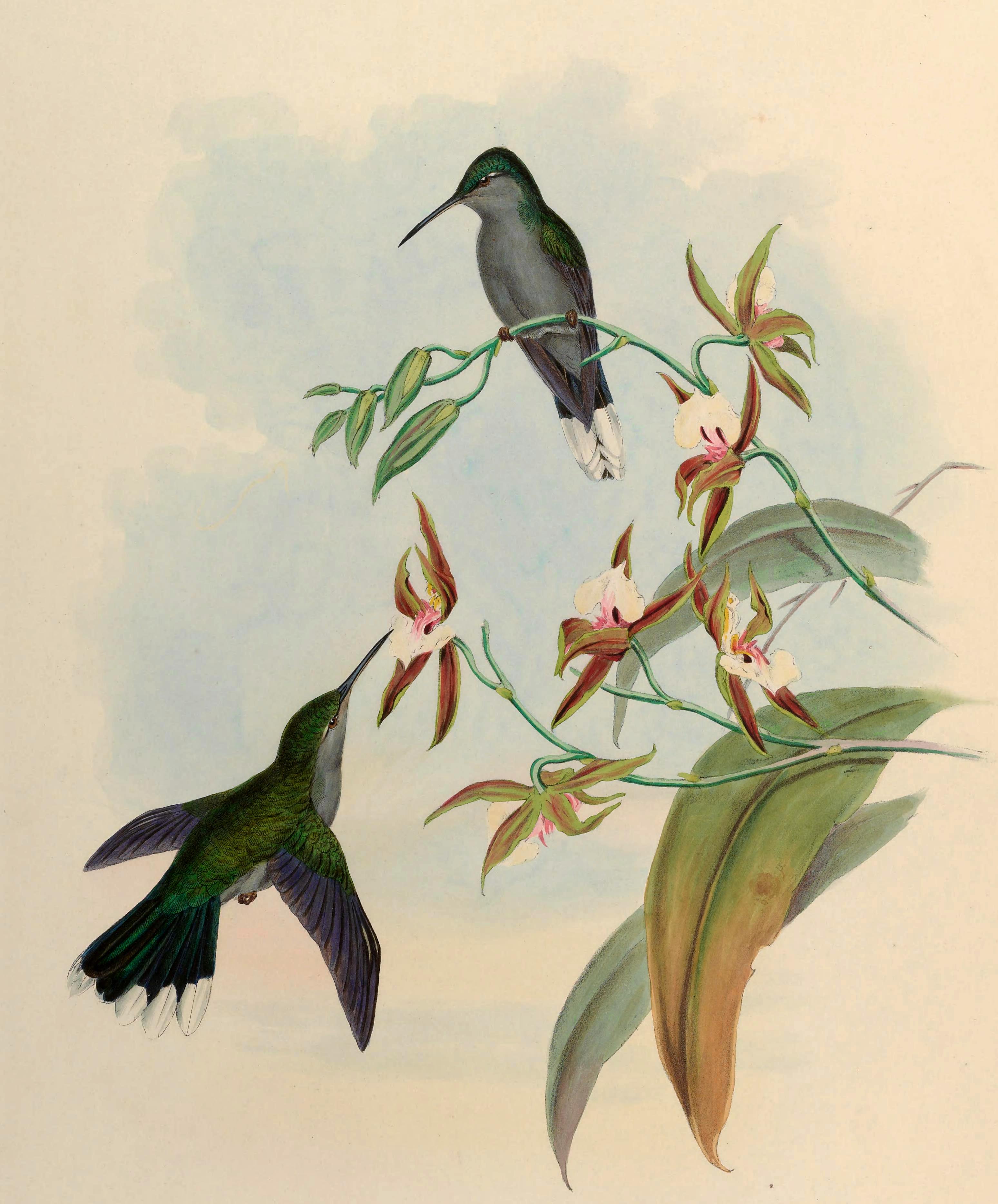